# Сагбан Актепа
Сагбан Актепа (узб. Sagʻbon Oqtepasi) — археологический памятник V—ХII вв. Представляет собой руины цитадели, окружённой поселением.
Входит в список «Объектов материального культурного наследия Узбекистана республиканского значения». 

## Расположение
Находится в Ташкенте на улице Сагбан, массива Каракамыш 2/3.

## Характеристика
Большая часть городища в настоящее время утрачена, часть находится под жилой застройкой, а часть занята кладбищем. Культурные слои простираются до 500 метров от цитадели. Цитадель имеет форму усечённой пирамиды, высота которой достигает 11 метров. Время её постройки относится к VII—VIII вв. и было датировано по обнаруженному культурному слою на восточной части холма с проступившей кирпичной кладкой и лепной керамикой относящейся к культуре Каунчи. Обнаруженный археологический материал датируется с первых веков н. э. Городище достигло максимального расцвета в X—XII вв, в этот же период времени в его окрестностях возникло неукреплённое поселение.

## История открытия и изучения
Памятник был отмечен в 1927 году Н. Г. Маллицким. В 1940 году обследовалось М. Э. Воронцом, в 1968 году Ташкентским археологическим отрядом. Раскопки городища не производились.